# 常樂村 (湖州市)
常樂村（當地吳語發音：/dzã//ŋoʔ//tsʰən/）位於浙江省湖州市吳興區織裏鎮東北部，屬原漾西鎮轄地，東臨陸家灣村、西近廟兜村、南接曹家籪村、北靠伍浦村。織洋公路村南穿過。該村距織裏鎮中心約８公里的路程。

## 歷史
「常樂」之名源自古烏程縣常樂鄉。
清代与沈家湾村同属乌程县十三区一百二十九庄。中华民国成立后1912年至1928年属吴兴县东北镇管辖。1935年后隶属义皋镇、义和镇。中华人民共和国建立初期属义和镇、常乐乡，先后成立互助组、初级社、高级社等农业合作化组织。1958年并人太湖人民公社，属常乐管理区。1961年建设沈家湾、东阁兜、常乐三个生产大队。文化大革命期间，沈家湾改名名为新胜大队，东阁兜改名红旗大队，属漾西人民公社管辖。1984年撤队建村改为沈家湾、东阁兜、常乐三个行政村，属漾西乡人民政府管辖。1999年撤乡并镇，漾西乡并入织里镇。2000年三村合并，建立常乐行政村，归属织里镇人民政府管辖。

## 簡介
常樂村占地面積６平方公里，現轄27個自然村、55個生產隊，1013戶農戶，3818人，其中黨員96名。村耕地面積合計6699畝，其中水田4728畝、旱地949畝、桑地1012畝。農作物主要品種有水稻、大豆油菜籽。
村部目前已經注入企業19家，主要產業鋁業、木業。2006年，在當局新農村建設濃厚氛圍的薰陶下，該村在搞好基礎建設的同時，新開發新興稻田養蟹500畝，在養殖開發方面取得了突破性的進展。村集體收入50萬元，農民人均收入8700元。全村的社會經濟發展速度較為快速。

## 自然村
常乐、倪家扇、沈家湾、姜王里、杀鱼桥、陆家田、港北山、黄泥坝、对芳兜、铁店湾、东阁兜、朝皇兜、西港、邵漾里、油车桥、朱家湾。